# Squalius lucumonis
Il cavedano dell'Ombrone o cavedano etrusco (Squalius lucumonis (Bianco, 1983)) è un pesce osseo d'acqua dolce appartenente alla famiglia Cyprinidae.

## Descrizione
È molto simile al cavedano italico ma presenta alcune differenze come: corpo più alto, testa più tozza, distanza maggiore tra apice del muso e pinna dorsale che è inserita in posizione leggermente più arretrata. In ogni caso la differenza più semplice da apprezzare è il numero di raggi divisi nella pinna dorsale che è di 7 e 1/2 contro 8-9 e 1/2 nel cavedano. Anche la livrea presenta delle differenze, ad esempio vi sono alcuni punti scuri sul margine esterno delle scaglie che formano un pattern irregolare reticolato e la colorazione di fondo di solito ha riflessi bronzei o color rame sul dorso e giallastra sui fianchi e vi è una fascia scura irregolare lungo il fianco che non è però sempre presente e in alcune popolazioni o individui può mancare del tutto. Le pinne, specie quelle pari, hanno una colorazione giallastra che può essere più o meno vistosa ma è sempre presente; questo è un valido carattere per riconoscere la specie quando non sia possibile contare i raggi della dorsale, infatti nel cavedano italico le pinne sono grigie mentre nel cavedano europeo, introdotto in Italia, le pinne ventrali e la pinna anale hanno colore rosso aranciato. Infine il bordo scuro sulla pinna caudale comune nel cavedano italico non è mai presente.
La taglia massima riportata in letteratura è di 16 cm, sembra che gli adulti possano raggiungere al massimo i 20 cm e che gli esemplari di dimensioni maggiori sono sempre da riferirsi ad errori di determinazione della specie.

## Distribuzione e habitat
La specie è endemica del territorio italiano e più in particolare del versante tirrenico dell'Italia centrale. È noto per il bacino dei fiumi Serchio, Arno, Ombrone, Fiora, Tevere e relativi affluenti. Una popolazione disgiunta è presente anche in Liguria, nel bacino del Magra-Vara.
Vive di preferenza in piccoli corsi d'acqua, con acque poco profonde, corrente viva e fondi sabbiosi o ghiaiosi, preferendo la confluenza tra gli affluenti ed il corso principale. Rispetto al cavedano frequenta tratti più a monte. Ha un forte adattamento ai cambiamenti stagionali di portata e di temperatura dei piccoli corsi dove vive mentre tollera poco l'inquinamento.

## Biologia
Poco nota.

### Alimentazione
Come il cavedano ha un'alimentazione non specializzata attingendo alle risorse trofiche maggiormente disponibili nel periodo. In natura la maggior parte delle prede pare costituita da invertebrati bentonici.

### Riproduzione
Avviene tra aprile e maggio (giugno in ambienti con acque fredde), la deposizione viene effettuata su fondi ghiaiosi con acque basse. Le uova sono in grado di aderire al substrato. La femmina depone le uova in più occasioni, in numero di alcune migliaia. La maturità sessuale avviene al secondo anno.

## Pesca
Del tutto occasionale.

## Conservazione
Appare minacciato soprattutto dai lavori in alveo nei torrenti, dall'estrazione eccessiva di acqua e dalle immissioni di specie alloctone come la lasca (Protochondrostoma genei), suo diretto competitore. Le popolazioni sembrano in diminuzione e l'areale è naturalmente molto ridotto, per questo la Lista Rossa IUCN classifica questa specie come "in pericolo".

## Tassonomia
Questa specie da taluni ittiologi è considerata solo un morfotipo del cavedano europeo o del cavedano italico (Squalius cephalus o Squalius squalus). Si tratta di una posizione fortemente minoritaria.

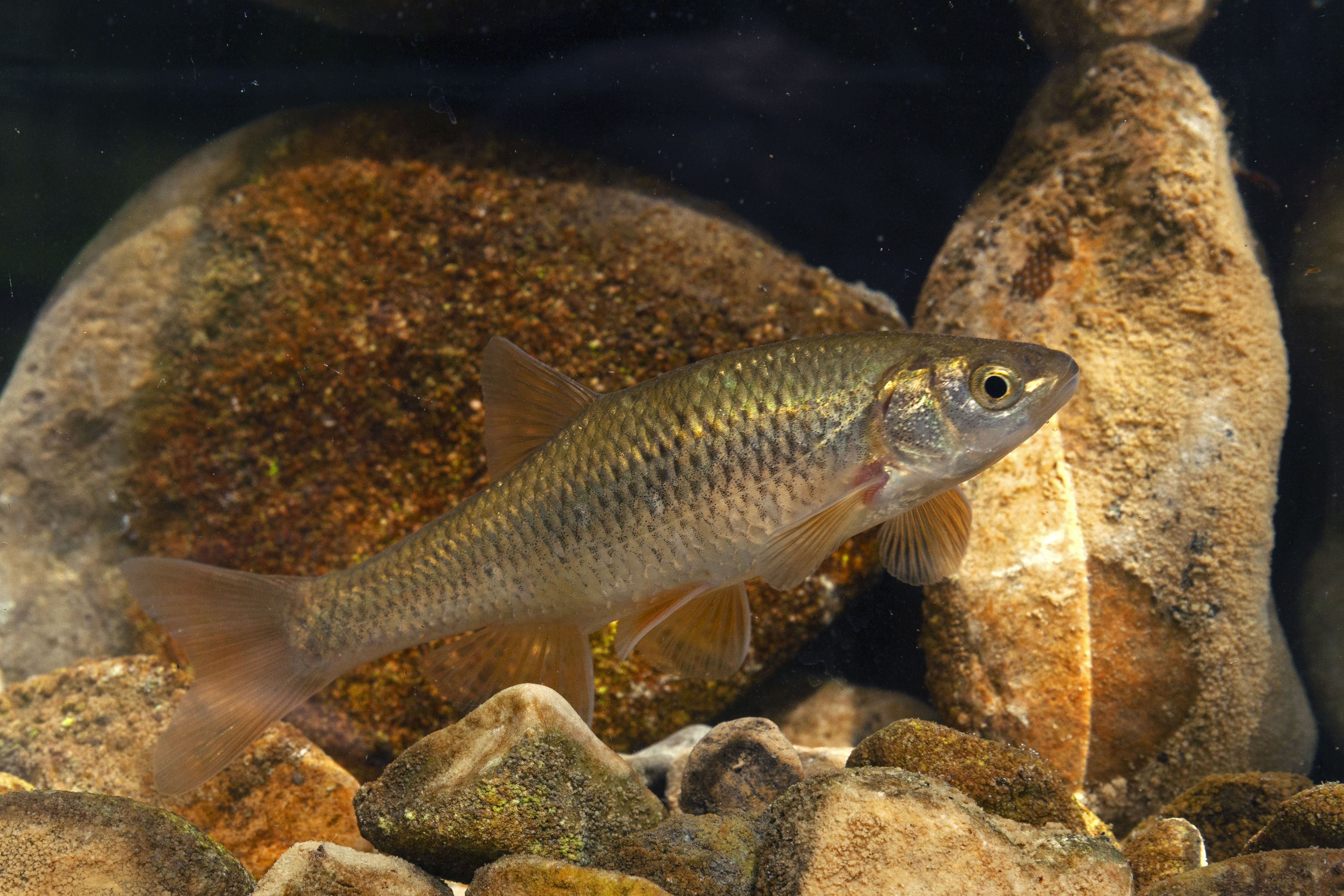
Cavedano etrusco (bacino del Tevere)